# NUTS:FI
NUTS:FI ist der Code der Nomenclature of territorial units for statistics (NUTS) der amtlichen Statistik der Europäischen Union für Finnland.

## NUTS-Ebenen
Nach der Regionalgliederung wird Finnland in drei NUTS-Ebenen eingeteilt (Stand 2012):
| Ebene  | Anzahl | Nomenklatur finnisch / schwedisch                                                         | Bezeichnung deutsch |
| ------ | ------ | ----------------------------------------------------------------------------------------- | ------------------- |
| NUTS-1 | 02     | „Manner-Suomi, Åland“ (finn. Manner-Suomi, Ahvenananmaa schwed. Fastlands-Finland, Åland) | Festland / Åland    |
| NUTS-2 | 05     | „Suuralueet / Storområden“                                                                | Großregionen        |
| NUTS-3 | 19     | „Maakunnat / Landskap“                                                                    | Landschaften        |

### Ebene 1 – Manner-Suomi, Ahvenananmaa
| Ebene  | Anzahl | Nomenklatur finnisch / schwedisch | Code | Bezeichnung deutsch                  |
| ------ | ------ | --------------------------------- | ---- | ------------------------------------ |
| NUTS-1 | 2      | 1. Manner-Suomi / Fasta Finland   | FI1  | Festländisches Finnland              |
| NUTS-1 | 2      | 2. Ahvenananmaa / Åland           | FI2  | Inselgruppe Åland (autonome Provinz) |

### Ebene 2 – Suuralueet/Storområden
| NUTS 1                                                                | NUTS 1 | NUTS 2                                    | NUTS 2                                                  | NUTS 3                                           | NUTS 3 |
| Gebiet                                                                | Code   | Gebiet                                    | Code                                                    | Gebiet                                           | Code   |
| --------------------------------------------------------------------- | ------ | ----------------------------------------- | ------------------------------------------------------- | ------------------------------------------------ | ------ |
| Manner-Suomi Fastlands-Finland Festländisches Finnland                | FI1    | Länsi-Suomi (Västra Finland) Westfinnland | FI19                                                    | Keski-Suomi Mellersta Finland Mittelfinnland     | FI193  |
|                                                                       | FI1    | Länsi-Suomi (Västra Finland) Westfinnland | FI19                                                    | Etelä-Pohjanmaa Södra Österbotten Südösterbotten | FI194  |
| Pohjanmaa Österbotten                                                 | FI1    | Länsi-Suomi (Västra Finland) Westfinnland | FI19                                                    | FI195                                            |        |
| Satakunta Satakunda                                                   | FI1    | Länsi-Suomi (Västra Finland) Westfinnland | FI19                                                    | FI196                                            |        |
| Pirkanmaa Birkaland                                                   | FI1    | Länsi-Suomi (Västra Finland) Westfinnland | FI19                                                    | FI197                                            |        |
| Helsinki- Uusimaa Helsingfors- Nyland                                 | FI1    | FI1B                                      | Helsinki-Uusimaa Helsingfors-Nyland                     | FI1B1                                            |        |
| Etelä-Suomi (Södra Finland) Südfinnland                               | FI1    | FI1C                                      | Varsinais-Suomi Eigentliches Finnland                   | FI1C1                                            |        |
| Etelä-Suomi (Södra Finland) Südfinnland                               | FI1    | FI1C                                      | Kanta-Häme Egentliga Tavastland                         | FI1C2                                            |        |
| Etelä-Suomi (Södra Finland) Südfinnland                               | FI1    | FI1C                                      | Päijät-Häme Päijänne Tavastland                         | FI1C3                                            |        |
| Etelä-Suomi (Södra Finland) Südfinnland                               | FI1    | FI1C                                      | Kymenlaakso Kymmenedalen                                | FI1C4                                            |        |
| Etelä-Suomi (Södra Finland) Südfinnland                               | FI1    | FI1C                                      | Etelä-Karjala Södra Karelen Südkarelien                 | FI1C5                                            |        |
| Pohjois- ja Itä-Suomi (Norra och Östra Finland) Nord- und Ostfinnland | FI1    | FI1D                                      | Etelä-Savo Södra Savolax Südsavo                        | FI1D1                                            |        |
| Pohjois- ja Itä-Suomi (Norra och Östra Finland) Nord- und Ostfinnland | FI1    | FI1D                                      | Pohjois-Savo Norra Savolax Nordsavo                     | FI1D2                                            |        |
| Pohjois- ja Itä-Suomi (Norra och Östra Finland) Nord- und Ostfinnland | FI1    | FI1D                                      | Pohjois-Karjala Norra Karelen Nordkarelien              | FI1D3                                            |        |
| Pohjois- ja Itä-Suomi (Norra och Östra Finland) Nord- und Ostfinnland | FI1    | FI1D                                      | Kainuu Kajanaland                                       | FI1D4                                            |        |
| Pohjois- ja Itä-Suomi (Norra och Östra Finland) Nord- und Ostfinnland | FI1    | FI1D                                      | Keski-Pohjanmaa Mellersta Österbotten Mittelösterbotten | FI1D5                                            |        |
| Pohjois- ja Itä-Suomi (Norra och Östra Finland) Nord- und Ostfinnland | FI1    | FI1D                                      | Pohjois-Pohjanmaa Norra Österbotten Nordösterbotten     | FI1D6                                            |        |
| Pohjois- ja Itä-Suomi (Norra och Östra Finland) Nord- und Ostfinnland | FI1    | FI1D                                      | Lappi Lappland                                          | FI1D7                                            |        |
| Åland                                                                 | FI2    | Åland                                     | FI20                                                    | Åland                                            | FI200  |

### Ebene 3 – Maakunnat/Landskap
Diese sind die finnischen Landschaften und entsprechen etwa deutschen Landkreisen oder österreichischen Bezirken.